# Homburg (sombrero)

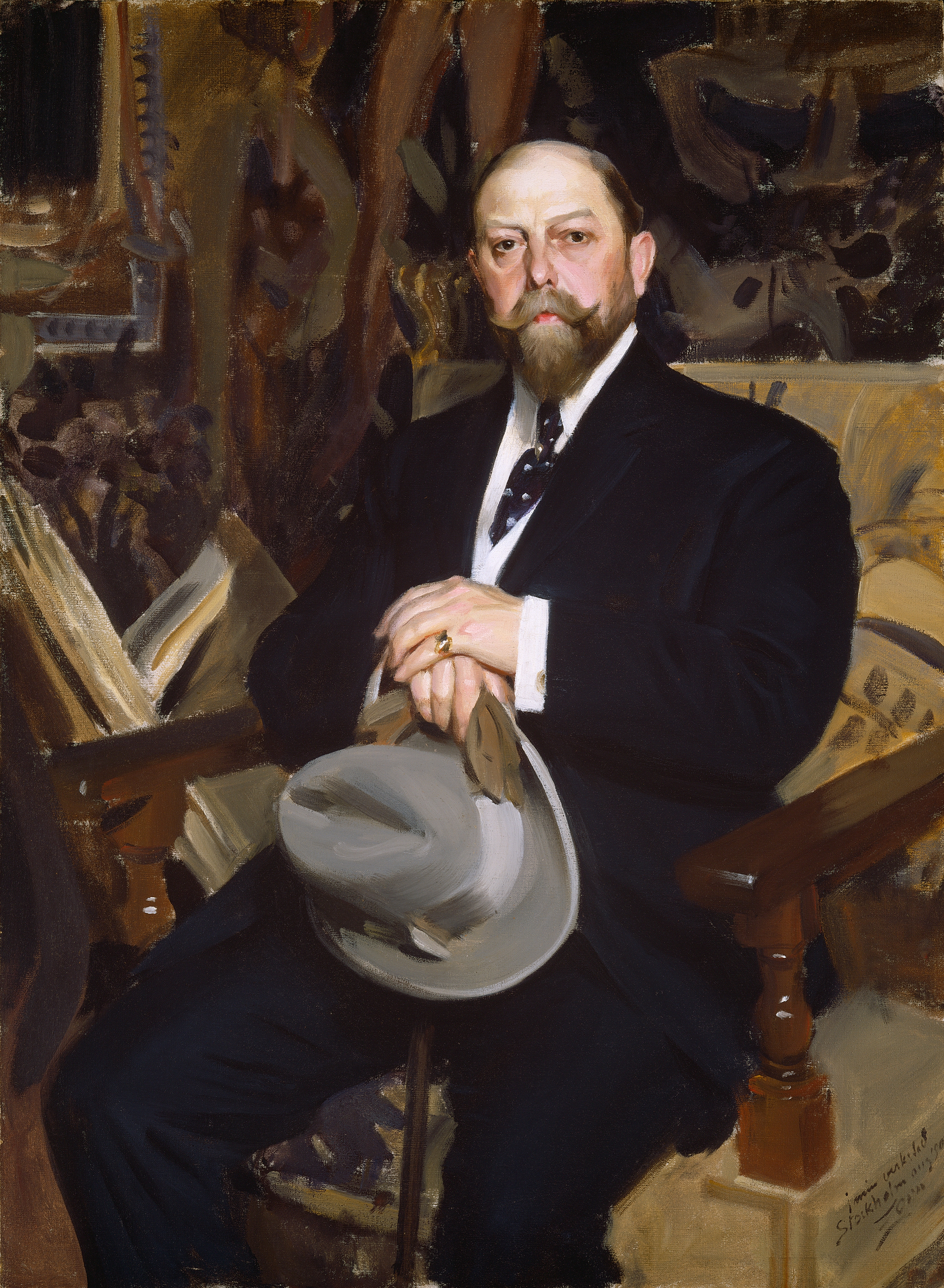
Hugo Resinger sostiene un elegante sombrero Homburg gris, 1907. Retrato de Anders Zorn.

Un Homburg es un sombrero de fieltro formal, un fedora de estilo tirolés, caracterizado por una melladura única que recorre el centro de la corona (llamada «corona en canalón»), ala rígida con acabados tipo «rizo de tetera» y bordes ribeteados. Está hecho de fieltro rígido y lleva una banda y el borde ribeteado con otomán. Aunque es un sombrero formal, no es una alternativa a la chistera. El Homburg original era de proporciones ligeramente más generosas que la versión moderna.
Eduardo VII del Reino Unido lo volvió popular después de que visitó Bad Homburg en Hesse, Alemania, y llevó a su patria un sombrero de este estilo. El rey era muy consciente de la moda, exigente y experto en todos los asuntos de vestimenta, por tanto se sintió halagado cuando su estilo de sombrero fue copiado; a la vez que insistía en que fuera copiado. El Homburg aún es bastante común entre los señores bien vestidos, aunque no tan común como una vez fue. Al Pacino volvió a traer fama al sombrero cuando utilizó uno de este tipo en la película El padrino. Por este motivo el sombrero fue apodado «El padrino».